# The Masters Apprentices
The Masters Apprentices est un groupe australien de rock actif entre 1964 et 1972 et reformé à plusieurs reprises depuis la fin des années 1980.
Il s'illustre dans différents genres, du rhythm and blues au rock psychédélique, et fait partie des groupes de rock australien les plus populaires des années 1960, avec plusieurs singles et albums à succès dans les charts. En revanche, malgré plusieurs séjours au Royaume-Uni, il ne parvient jamais à percer sur le sol britannique. Sa composition change régulièrement, le seul membre constant étant le chanteur d'origine écossaise Jim Keays (en).

## Histoire

### Origines (1964-1965)
Les quatre musiciens qui fondent les Masters Apprentices jouent d'abord ensemble au sein d'un groupe de surf music instrumental d'Adélaïde appelé les Mustangs. Il s'agit de Mick Bower (guitare rythmique), Rick Morrison (guitare solo), Brian Vaughton (batterie) et Gavin Webb (basse). Le succès de la tournée australienne (en) des Beatles en 1964 les incite à changer d'orientation musicale. Au début de 1965, ils recrutent un chanteur d'origine écossaise, Jim Keays (en), et adoptent un son musique beat et rhythm and blues,.
Les cinq Mustangs décident rapidement de changer de nom et optent pour « The Masters' Apprentices », en hommage aux « maîtres » du blues américain comme John Lee Hooker, Elmore James, Jimmy Reed ou Muddy Waters, dont ils se considèrent comme les humbles « apprentis ». L'apostrophe ne tarde pas à disparaître,.

### Premiers disques (1966-1967)
Les Masters Apprentices deviennent rapidement l'un des groupes les plus populaires de la région d'Adélaïde. Lors d'un concert à Murray Bridge où ils assurent la première partie du duo Bobby & Laurie (en), ils attirent l'attention du chanteur Bobby Bright, qui les recommande à la maison de disques Astor Records (en). Leur premier 45 tours, Undecided / War or Hands of Time, sort en octobre 1966 et rencontre un franc succès à Adélaïde et dans toute l'Australie. La face A, écrite en un quart d'heure par Bower et Morrison, se distingue par un usage marqué et involontaire du fuzz (fruit d'un problème de valve sur l'ampli de Bower) ; la face B est quant à elle l'un des premiers morceaux de rock australien dont les paroles s'opposent à la guerre du Viêt Nam,.
En février 1967, le groupe quitte Adélaïde pour Melbourne, qui est alors la plaque tournante de la scène pop australienne. Le batteur Brian Vaughton ne suit pas le mouvement ; il est remplacé par Steve Hopgood. Le deuxième single des Masters Apprentices, qui est le dernier enregistré avec Vaughton, est publié au mois de mai. Il précède de peu leur premier album, simplement intitulé The Masters Apprentices (en), qui se compose en majeure partie (chose rare pour l'époque en Australie) de compositions originales de Mick Bower,.

### Succès et changements (1967-1968)
L'été 1967 voit les Masters Apprentices embrasser le style psychédélique en vogue sur leur troisième single, Living in a Child's Dream / Tired of Just Wandering. C'est encore un succès : il se classe dans le top 10 des ventes du magazine Go-Set (en). Le groupe rivalise alors en popularité avec les Easybeats et ses concerts donnent lieu à des scènes dignes de la Beatlemania. La santé de ses membres s'en ressent : des problèmes pulmonaires contraignent Rick Morrison au départ au mois de juin, puis c'est au tour de Mick Bower, en proie à une dépression nerveuse, de quitter le groupe en septembre. Ils sont respectivement remplacés par Rick Harrison et Tony Summers,.
À la fin de 1967, les Masters Apprentices sont dans une situation délicate. Si leur popularité ne se dément pas (plus de 50 000 spectateurs assistent au concert gratuit qu'ils donnent au Hyde Park de Sydney en octobre), ils ont perdu leur principal auteur-compositeur, ce qui les contraint à faire appel à un contributeur extérieur, Brian Cadd, pour leur single suivant, Elevator Driver / Theme for a Social Climber, qui sort en février 1968. En outre, les relations entre les membres ne sont pas au beau fixe. C'est au cours de cette année que se met en place la formation la plus durable du groupe, avec le renvoi de Sommers et Hopgood, le départ de Gavin Webb, dernier membre d'origine des Mustangs (victime d'ulcères à l'estomac), et l'arrivée du batteur Colin Burgess, du bassiste Glenn Wheatley (en) et du guitariste Doug Ford (en). Ce dernier, ancien membre des Missing Links, devient le partenaire d'écriture privilégié de Jim Keays,.

### La période classique (1968-1972)
Le single Brigette / Four Years of Five, sorti en février 1968, est le premier coécrit par Keays et Ford. C'est également le dernier disque enregistré par les Masters Apprentices pour Astor Records : leur nouvel imprésario Darryl Sambell (en) leur obtient un meilleur contrat avec EMI. Cette année-là, ils arrivent également en finale du grand concours pop Hoadley's Battle of the Sounds (en), dont le premier prix est un voyage tous frais payés au Royaume-Uni, mais ils sont battus par The Groove (en),.
Le premier 45 tours des Masters Apprentices pour leur nouveau label, Linda Linda / Merry-Go-Round, sort en mars 1969. La face A est un morceau de bubblegum pop enregistré à l'insistance de Sambell, tandis que la face B correspond davantage au son plus rock que souhaitent développer les membres du groupe. Les deux autres singles qu'ils publient au cours de l'année, 5:10 Man / How I Love You (juillet) et Think About Tomorrow Today / A Dog, a Siren and Memories (décembre), s'inscrivent dans le style hard rock naissant et se classent tous les deux dans le Top 40, contrairement à Linda Linda,.
Les Masters Apprentices se passent des services de Sambell au début de 1970 pour gérer eux-mêmes leurs affaires. Glenn Wheatley met sur pied une agence baptisée Drum qui prend rapidement en charge la promotion d'autres artistes. Le groupe publie son deuxième album, Masterpiece (en), au mois de février. Le single Turn Up Your Radio / Jam It Up, sorti en avril, devient leur plus gros succès en se classant no 7 du hit-parade australien,.
Les quatre membres du groupe passent la deuxième moitié de l'année 1970 en Angleterre. Durant cette période, ils ont l'occasion de se rendre aux studios Abbey Road pour enregistrer leur troisième album sous la houlette de Jeff Jarratt, qui a travaillé comme ingénieur du son pour les Beatles et Pink Floyd. Composé de chansons écrites pendant les six semaines de voyage entre l'Australie et Londres, il bénéficie d'une pochette du studio Hipgnosis. Le manque de fonds contraint le groupe à rentrer au pays avant sa sortie,.
Porté par le succès du single Because I Love You / I'm Your Satisfier, l'album, appelé Master's Apprentices (en) au Royaume-Uni et Choice Cuts en Australie, rencontre un grand succès dans le pays d'origine du groupe. Il bénéficie également de critiques élogieuses dans la presse musicale britannique, mais les Masters Apprentices sont en pleine tournée australienne (illustrée par Nickelodeon (en), l'un des premiers albums live parus en Australie) pour renflouer leurs finances et ils ne sont pas en mesure d'en tirer profit. Ce n'est qu'en mai 1971 qu'ils peuvent retourner à Londres,.
Le quatrième album studio des Masters Apprentices, A Toast To Panama Red (en), est à nouveau enregistré aux studios Abbey Road avec Jeff Jarratt. À sa sortie, en janvier 1972, c'est un échec commercial, tout comme le single Love Is / Southern Cross : les goûts du public australien n'ont pas évolué dans la même direction que la musique du groupe, et l'absence d'effort promotionnel de la part de la branche australienne d'EMI n'aide pas les choses. Wheatley annonce son départ du groupe pour se concentrer sur sa carrière d'imprésario et rentre en Australie, suivi peu après par Keays. Ford et Burgess tentent de poursuivre l'aventure en Angleterre en faisant appel à Denis Burgess, le frère de Colin, comme bassiste, mais ils abandonnent avant la fin de l'année 1972,.

### Réunions et postérité (depuis 1987)
Les quatre membres de la formation classique des Masters Apprentices (Keays, Ford, Wheatley et Burgess) se réunissent en août 1987 sur le plateau de l'émission de télévision Hey Hey It's Saturday (en). Cette réunion donne lieu à une tournée l'année suivante et un nouvel album, Do What You Wanna Do (en), comprenant des enregistrements en concert, de nouvelles versions des chansons les plus connues du groupe et quelques nouvelles compositions de Keays et Ford,.
The Masters Apprentices fait son entrée au ARIA Hall of Fame en 1998. L'année 1999 voit la parution de deux autobiographies de membres du groupe : His Master's Voice: The Master's Apprentices, the Bad Boys of 60s Rock 'n' Roll par Jim Keays et Paper Paradise: Confessions of a Rock 'n' Roll Survivor de Glenn Wheatley.
Jim Keays mène plusieurs réunions ponctuelles des Masters Apprentices en 1994-1995 (un single avec le groupe Hoodoo Gurus), 1997 (avec Doug Ford) et 2001-2002 (avec Ford, Burgess et Wheatley). Il meurt le 13 juin 2014 des suites d'un myélome à l'âge de 67 ans.
Les quatre membres originaux des Mustangs (Mick Bower, Gavin Webb, Brian Vaughton et Rick Morrison) se retrouvent en 2014, à l'occasion de l'entrée des Masters Apprentices au South Australian Music Hall of Fame. Accompagnés d'autres musiciens, ils se produisent sur scène depuis sous le nom « The 1965 Masters Apprentices », puis « The Masters Apprentices » tout court. Morrison est remplacé en 2017 par Rick Harrison, un autre ancien du groupe, qui joue avec eux jusqu'en 2023. Gavin Webb meurt le 16 avril 2024 des suites d'un cancer.

## Membres

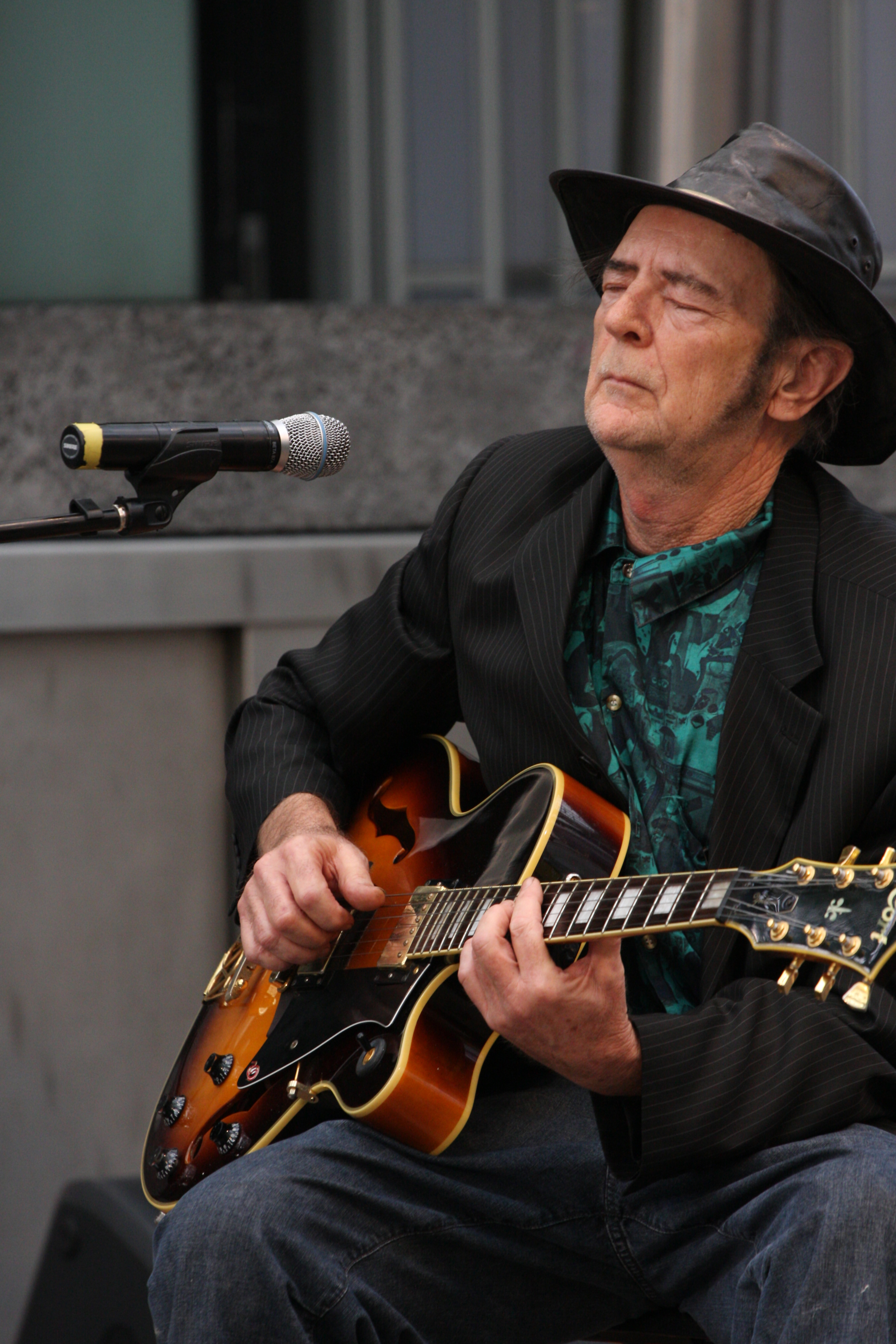
Doug Ford en 2010.

### Membres actuels
- Mick Bower : guitare rythmique, chant (1964-1967, depuis 2014)
- Brian Vaughton : batterie (1964-1966, depuis 2014)
- Craig Holden : chant, harmonica (depuis 2014)
- Bill Harrod : basse (depuis 2020)
- Dan Matejcic : guitare solo (depuis 2023)

### Anciens membres
- Rick Morrison : guitare solo (1964-1967, 2014-2017)
- Gavin Webb : basse (1964-1968, 2014-2024)
- Jim Keays (en) : chant, harmonica (1965-1971, 1987-1991, 1994-1995, 1997, 2001-2002)
- Rick Harrison : guitare rythmique, guitare solo (1967, 2017-2023)
- Steve Hopgood : batterie (1967-1968)
- Tony Sommers : guitare (1967-1968)
- Peter Tilbrook : guitare rythmique, basse (1967-1968)
- Doug Ford (en) : guitare, chant (1968-1972, 1987-1991, 1997, 2001-2002)
- Glenn Wheatley (en) : basse, chant (1968-1972, 1987-1988, 2002, 2019)
- Colin Burgess : batterie (1968-1972, 1987-1991, 2001-2002)
- Dennis Burgess : basse (1972)
- Tim Wheatley : basse (2001-2002)

## Discographie

### Albums studio
- 1967 : The Masters Apprentices (en) (Astor)
- 1970 : Masterpiece (en) (Columbia)
- 1971 : Master's Apprentices (en) (Columbia)
- 1972 : A Toast To Panama Red (en) (Columbia)
- 1988 : Do What You Wanna Do (en) (Virgin)

### Album en concert
- 1971 : Nickelodeon (en) (Columbia)

### Compilations
- 1974 : Now That It's Over (EMI)
- 1981 : Hands of Time (Raven)
- 1986 : Jam It Up (Rarities 1965–1973) (Raven)
- 1988 : The Very Best of Masters Apprentices (Virgin)
- 1995 : Greatest Hits: 30th Anniversary (EMI)
- 2000 : Complete Recordings 1965–1968 (Ascension)
- 2004 : From Mustangs to Masters: First Year Apprentices (Nickoff)
- 2006 : Fully Qualified: The Choicest Cuts (EMI)

### EP
- 1967 : The Masters Apprentices (Astor)
- 1968 : The Masters Apprentices Vol. 2 (Astor)
- 1970 : Turn Up Your Radio (Columbia)

### Singles
- 1966 : Undecided / War or Hands of Time (Astor)
- 1967 : Buried and Dead / She's My Girl (Astor)
- 1967 : Living in a Child's Dream / Tired of Just Wandering (Astor)
- 1968 : Elevator Driver / Theme for a Social Climber (Astor)
- 1968 : Brigette / Four Years of Five (Astor)
- 1968 : But One Day / My Girl (Astor)
- 1969 : Linda Linda / Merry-Go-Round (Columbia)
- 1969 : 5:10 Man / How I Love You (Columbia)
- 1969 : Think About Tomorrow Today / A Dog, a Siren and Memories (Columbia)
- 1970 : Turn Up Your Radio / Jam It Up (Columbia)
- 1971 : Because I Love You / I'm Your Satisfier (Columbia)
- 1971 : Future of Our Nation (Live) / New Day (His Master's Voice)
- 1972 : Love Is / Southern Cross (Columbia)
- 1974 : Rio de Camero / Thyme to Rhyme (EMI)
- 1988 : Because I Love You (1988 Version) / I'm Your Satisfier / Birth of the Beat (Virgin)
- 1988 : Birth of the Beat (Virgin)
- 1995 : Turn Up Your Radio (avec Hoodoo Gurus) (EMI)